# 안드레 대 킴
안드레 대 킴(André Dae Kim, 1996년 12월 2일 ~ )은 한국계 캐나다인 배우이다.

## 출연 작품

### 텔레비전
- 데그라시: 더 넥스트 제너레이션 (2013-15) - 윈스턴 추 역
- 데그라시: 넥스트 클래스 (2016-17) - 윈스턴 추 역
- 로크 앤 키 (2020) - 마크 조 아역
- 코로너 (2021) - 벤 역
- 스타 트렉: 스트레인지 뉴 월드 (2022)
- 뱀파이어 아카데미 (2022) - 크리스티안 오제라 역